# 법신
법신(法身)은 산스크리트어 다르마카야(धर्म काय, Dharmakāya)의 번역어로 문자 그대로의 뜻은 진리의 몸(truth body) 또는 실재의 몸(reality body)으로, 부처인 비로자나불로 형상화된다. 불신관(佛身觀)의 대표적인 견해인 삼신설(三身說)에 따르면 부처는 법신(法身) · 보신(報身) · 응신(應身) 또는 화신(化身)의 3가지 몸을 가지고 있는데, 법신은 진리(법) 그 자체에 해당한다.
초기불교 시대에는 부처라 하면 35세에 도를 깨닫고 80세에 입적(入寂)한 생신(生身)의 고타마 붓다 한 사람을 의미하였다. 그리고 고타마 붓다는 범인(凡人)에게서는 찾아볼 수 없는 32상(相)에다 80종호(種好)의 특수한 모습을 갖춘 것으로 되어 있었다.
그러나 대승불교가 성하게 되자 대승의 여러 경전(經典)에는 이러한 부처를 초월한 부처가 기술되었다. 《법화경(法華經)》의 〈여래수량품(如來壽量品)〉에서는 부다가야의 보리수 밑에서 도를 깨닫고 부처가 된 고타마 붓다는 일시적으로 인간의 모습을 하고 이 세상에 출현한 것에 불과하며, 사실은 영원한 과거에 있어서 이미 성불을 완성하고 무한한 시간에 걸쳐 인간들을 교화해 온 구원실성(久遠實成)의 부처가 있었음을 말하고 있다. 이 부처를 구원의 법신불(久遠의 法身佛)이라 부른다.
이것은 불교가 본래 진리(법) 신앙이며, 진리(법)는 영원불멸이기 때문에 그 진리(법)를 깨달은 부처도 진리(법)와 일체(一體)이며, 진리(법)를 신체(身體)로 하고 있는 영원불멸의 존재, 즉 법신(法身)이라고 여긴 것이다.

## 오종법신
- 법성생신(法性生身). 법신은 만유의 본체인 진여 법성에서 난 몸
- 공덕법신(功德法身). 법신은 여러 공덕을 이루는 것이란 뜻
- 변화법신(變化法身). 법신은 시기에 응하여 변현한다는 뜻
- 실상법신(實相法身). 법신은 허망함을 여의어 진여(眞如) 자체이며, 나지도 않고 멸하지도 않는 것이란 뜻.
- 허공법신(虛空法身). 법신은 허공에 가득하여 만유를 포함하였다는 뜻

여기서, 법성법신과 공덕법신은 보신, 변화법신과 실상법신은 응신, 허공법신은 법신에 해당한다.
법신(法身)이 곧 허공(虛空)이요 허공이 곧 법신이다. 그런데 보통 사람들은 법신이 허공이라는 장소에 두루 퍼져있으며 허공 속에 법신이 품어져 있다고 말하니, 법신이 바로 허공이고 허공이 바로 법신임을 알지 못한 것이다.(전심법요)

## 2신설
대승불교를 창시한 나가르쥬나는 반야경의 주석서인 대지도론에서 몸을 법신과 색신으로 나누고 있다. 색신이라는 것은 부모가 낳아준 몸을 뜻하며 석가모니 부처님의 몸을 지칭한다. 법신과 색신을 나누는 2신설은 그 후 많은 대승 경전에서 나타나고 있다. 

## 참고 문헌
- 이 문서에는 다음커뮤니케이션(현 카카오)에서 GFDL 또는 CC-SA 라이선스로 배포한 글로벌 세계대백과사전의 내용을 기초로 작성된 글이 포함되어 있습니다.